# Carex reptabunda
Carex reptabunda är en halvgräsart som först beskrevs av Ernst Rudolf von Trautvetter, och fick sitt nu gällande namn av V.I. Kreczetowicz. Carex reptabunda ingår i släktet starrar, och familjen halvgräs. Inga underarter finns listade i Catalogue of Life.